# KMF CD Shop Mozart
Il KMF CD Shop Mozart, noto come CD Shop Mozart Danilovgrad per localizzare geograficamente la squadra, è una società montenegrina di calcio a 5 con sede a Danilovgrad.

## Storia
Fondato nel 1995, il CD Shop Mozart ha partecipato dapprima al campionato jugoslavo aggiudicandosi due titoli, tra cui l'ultimo disputato. In seguito ha partecipato alla prima divisione montenegrina sia durante l'esistenza dello stato di Serbia e Montenegro, poi successivamente con l'indipendenza di quest'ultima regione. Dopo il disfacimento della federazione , è rimasta una delle squadre di vertice del calcio a 5 montenegrino, arrivando al titolo nazionale del Montenegro nel 2010.

## Palmarès
- Campionato jugoslavi: 2
  - 2001, 2003
- Campionato montenegrino: 1
  - 2010